# Antioquia d'Escítia
Antioquia d'Escítia (Antiochia ad Scythia) fou una ciutat grega de l'Àsia central.
És únicament anomenada per Esteve de Bizanci. A diferència d'altres, no se sap qui fou el fundador, encara que se suposa que fou un dels reis selèucides de nom Antíoc. Podria ser l'Alexandria Escate refundada (ja que també era anomenada Alexandria d'Escítia) o en tot cas una ciutat de la Sogdiana que no va prosperar.